# Luis Vázquez (Fußballspieler, 1926)
Luis Vázquez (* 1926 in Guadalajara, Jalisco; † 5. Februar 2007 in Ciudad Lerdo, Durango) war ein mexikanischer Fußballspieler, der häufig im Angriff und gelegentlich auch im Mittelfeld eingesetzt wurde.

## Laufbahn
Vázquez begann seine fußballerische Laufbahn bei seinem Heimatverein Club Deportivo Oro, für den er in der Saison 1944/45 drei Treffer erzielte. Für die kommende Saison 1945/46 wechselte er zum Stadtrivalen Club Deportivo Guadalajara und anschließend zum Club Deportivo Marte, bevor er zum Club Deportivo Oro zurückkehrte, in dessen Reihen er seine aktive Laufbahn beendete.
Seinen einzigen Einsatz für „El Tri“ absolvierte er am 25. September 1949 in einem WM-Qualifikationsspiel gegen Kuba, das 3:0 gewonnen wurde.